# Зацепина, Нина Андреевна
Нина Андреевна Зацепина (род. 20 августа 1948 года в селе Павловка Анапского района Краснодарского края, РСФСР, СССР) — российский политический деятель, депутат Государственной Думы ФС РФ первого созыва (1993—1995) и второго созыва (1995—1999).

## Биография
В 1972 году получила высшее образование по специальности «история» на историческом факультете Кубанского государственного университета. С 1972 по 1973 год работала в Историко-археологическом музее в городе Анапе старшим научным сотрудником.
С 1973 по 1976 год работала в городском комитете ВЛКСМ города Анапа заведующей отделом, секретарём городского комитета. С 1976 по 1979 год работала в средней школе города Анапа заведующей учебной частью. С 1979 по 1982 год работала в совхозе-техникуме города Анапа преподавателем. С 1980 по 1981 год работала в городском комитете КПСС города Анапа заведующей отделом пропаганды. С 1982 по 1993 год работала директором Центра подготовки и повышения квалификации кадров курортов профсоюзов в г. Анапа.
В 1993 году была избрана депутатом Государственной думы Федерального Собрания Российской Федерации первого созыва от Новороссийского одномандатного избирательного округа № 42. В Государственной думе была членом комитета по делам Федерации и региональной политике.
В 1995 году была избрана депутатом Государственной думы Федерального Собрания Российской Федерации второго созыва. В Государственной думе была членом комитета по культуре, членом комитета по туризму и спорту, членом Счётной комиссии, входила в депутатскую группу «Народовластие».

## Законотворческая деятельность
За время исполнения полномочий депутата Государственной думы I и II созыва выступила соавтором 16 законодательных инициатив и поправок к проектам федеральных законов.